# Xabier Aldanondo
Xabier Aldanondo Luzuriaga (Segura, Guipúzcoa, 6 de abril de 1967) es un exciclista español, profesional entre los años 1989 y 1994. Antes de su paso al profesionalismo tomó parte en los Juegos Olímpicos de Seúl 1988.

## Carrera como aficionado
Antes de su paso al profesionalismo Aldanondo fue un prometedor corredor aficionado, que destacaba especialmente en la modalidad de contrarreloj. Participó en dos mundiales como juvenil -Francia y Alemania- y en otros dos como aficionado -Estados Unidos y Austria-. 
En 1988 fue seleccionado para participar en los Juegos Olímpicos de Seúl 1988, donde tomó parte en la prueba de los 100 km ruta contrarreloj por Equipos, integrado en el cuarteto que representó a España, junto a Xabier Carbayeda, Arturo Geriz y José Rodríguez. El equipo español obtuvo la 14.ª plaza.

## Carrera como profesional
En 1989 dio el salto al campo profesional coincidiendo su debut con la creación del equipo ONCE dirigido por Manolo Saiz, al que estaría ligado durante las 6 temporadas siguientes. En la ONCE Aldanondo se caracterizó por realizar labores de gregario. 
Con el equipo de la ONCE participó en los años siguientes en las grandes vueltas. En 1991 finalizó el Giro de Italia en 74.º lugar. En 1992 tomó parte de nuevo en el Giro de Italia, acabando la prueba en 72.º lugar y tomó parte por única vez en su vida en el Tour de Francia, donde logró acabar la carrera y finalizar 116.º.
Aldanondo abandonó el equipo ONCE al finalizar la temporada 1994 y se retiró del ciclismo profesional.

## Resultados en grandes vueltas y Campeonato del Mundo
Durante su carrera deportiva ha conseguido los siguientes puestos en las Grandes Vueltas y en los Campeonatos del Mundo en carretera:
| Carrera         | 1989 | 1990  | 1991 | 1992  | 1993 | 1994 |
| --------------- | ---- | ----- | ---- | ----- | ---- | ---- |
| Giro de Italia  | -    | 122.º | 74.º | 72.º  | -    | -    |
| Tour de Francia | -    | -     | -    | 116.º | -    | -    |
| Vuelta a España | -    | -     | -    | -     | -    | -    |
| Mundial en Ruta | -    | -     | -    | -     | -    | -    |

-: No participa

Ab.: Abandono

## Equipos
- ONCE (1989-1994)